# ذي امطلحة (الحد)

تعديل مصدري - تعديل

ذي امطلحـة هي إحدى قرى عزلة الحد بمديرية الحد التابعة لمحافظة لحج، بلغ تعداد سكانها 256 نسمة حسب تعداد اليمن لعام 2004.